# تأجير الخطوط بالجملة
تأجير الخطوط بالجملة (بالإنجليزية: Wholesale Line Rental)‏ هي خدمة يتولى فيها مشغل الاتصالات التحكم في جميع الاتصالات التي تمر عبر خط الهاتف من المشغل الأصلي ويجمع رسوم الاشتراك من المشتركين.
مع تأجير الخطوط بالجملة يشتري مزود الاتصالات البديل منتجًا بالجملة من الشركة القائمة ومن ثم يكون قادرًا على إنتاج فاتورة واحدة للمستخدم النهائي تغطي المكالمات وتأجير الخط. يمكن أيضًا توفير خدمات النطاق العريض من قبل مشغل تأجير الخطوط بالجملة وإدراجها في فاتورة واحدة إذا حدث شراء منتج خط المشترك الرقمي بالجملة منفصل من المشغل الحالي، ولكن هذا اختياري.
من المقرر أن تتوقف شركة بي تي اوبن رايتش عن تشغيل شبكة الهاتف العمومية في المملكة المتحدة من خدمة تأجير الخطوط بالجملة. ومن المتوقع أن ينفذ المزودون خدمة نقل الصوت باستعمال بروتوكول الإنترنت لاستبدال اتصالات شبكة الهاتف العامة والشبكة الرقمية للخدمات المتكاملة.